# Grunt malarski
Grunt malarski – roztwór wodny lub rozpuszczalnikowy substancji błonotwórczych oraz środków pomocniczych lub farba, w postaci dyspersji, przeznaczona do pierwszego malowania lub impregnowania podłoża malarskiego.
Grunt sporządzany jest najczęściej z roztworu klejowego, kredy, gipsu, barwnika i nakładany na podobrazie płócienne, drewniane itp. w celu zmniejszenia jego chłonności, wyrównania lub związania jego luźnych części (spajanie), poprawy przyczepności kolejnych warstw oraz zabezpieczenia kolorytu malowidła przed prześwitywaniem koloru podłoża.
Dawniej zazwyczaj gruntowano także papier pod większość technik rysunkowych.